# توكاي محمدوف
توكاي حبيب أوغلي محمدوف (بالأذرية: Tokay Həbib oğlu Məmmədov) (19 ديسمبر 1927، باكو 1 أغسطس 2018، باكو) - نحات سوفيتي ثُمَّ أذربيجاني. حصل على لقب «فنان الشعب في جمهورية أذربيجان الاشتراكية السوفيتية» سنة 1973، وكان عضوًا مناظرًا في أكاديمية الفنون في اتحاد الجمهوريات الاشتراكية السوفيتية (1975). نال لقب «الفنان المكرم في جمهورية أذربيجان الاشتراكية السوفيتية» سنة 1962، كما انتُخب رئيسًا لمجلس إدارة اتحاد الفنانين الأذربيجانيين.

## سيرته الذاتية
ولد توكاي محمدوف في 18 يوليو عام 1927 في مدينة باكو. هو ابن النحاتة الأذرية الشهيرة «زيور نجف قُلي قيزي محمدوفا» والعالم حبيب محمدوف.
التحق محمدوف بمدرسة باكو للفنون بعد إنهائه دراسته الثانوية سنة 1945، وتخرج من قسم النحت من معهد الرسم والنحت والهندسة المعمارية سنة 1951. أثناء دراسته صنع تمثالًا مُطابقًا لهيئة صانع السجاد الأذربيجاني لطيف كريموف في عام في 1947. ومن أشهر أعماله لوحة لمؤسس الدراسات الشرقية الروسية والعالم الأذربيجاني البارز ميرزا كاظم بك، التي عُرضت للعموم سنة 1948. توفي توكاي محمدوف في 2 مايو 2018 عن عمر ناهز التسعين.